# Gy-les-Nonains

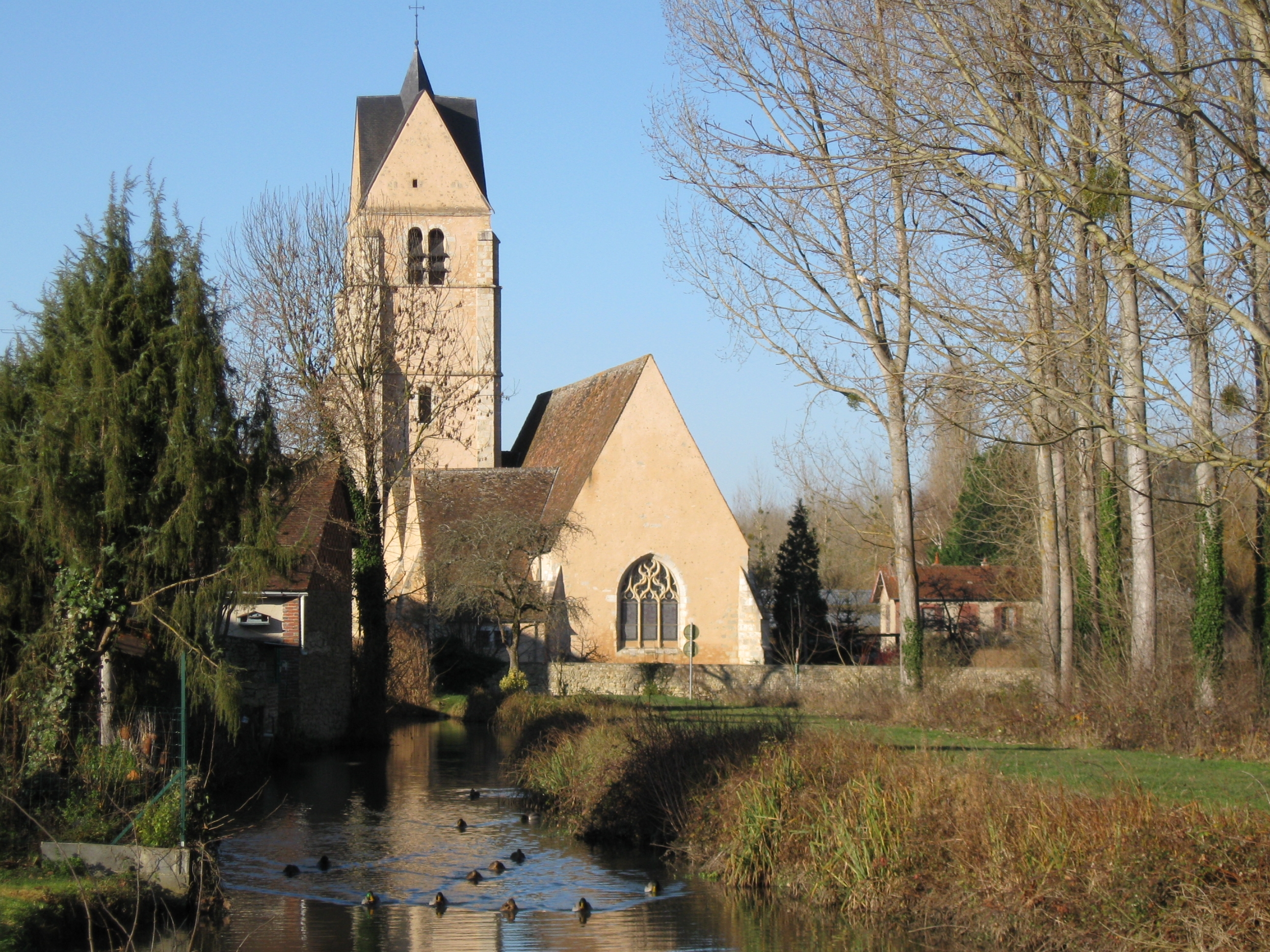
Nhà thờ bên sông Ouanne.

Gy-les-Nonains là một xã trong tỉnh Loiret, vùng Centre-Val de Loire bắc trung bộ nước Pháp. Xã này nằm ở khu vực có độ cao từ 98-147 mét trên mực nước biển.
Sông Ouanne chảy qua thị trấn.